# Тажимбетов, Мирзахан
Мирзахан Тажимбетов (1932 год, Фрунзенский район, Чимкентская область, Киргизская АССР, РСФСР, СССР — 4 декабря 1971 год) — шахтёр, бригадир рудника «Западный» комбината «Ачполиметалл», Герой Социалистического Труда (1966). Заслуженный горняк Казахской ССР.

## Биография
Родился в 1932 году во Фрунзенском районе Чимкентской области, Киргизская АССР. С 1951 года работал на рудниках металлургического комбината «Ачполиметалл» Чимкентской области. Трудился рабочим, бурильщиком. В 1962 году был назначен бригадиром комплексной бригады рудника «Западный» комбината «Ачполиметалл».
В 1965 году бригада Мирзахана Тажимбетова выдали на гора 250 тысяч руды, превысив прошлогодний результат на 29 %. За апрель 1966 года бригада выдала 48.224 тонны руды. За этот доблестный труд был удостоен в мае 1066 года звания Героя Социалистического Труда.
В феврале 1966 году был делегатом на XXIII съезде КПСС.
Скончался в 1971 году.

## Награды
- Герой Социалистического Труда — указом Президиума Верховного Совета СССР от 20 мая 1966 года;
- Орден Ленина (1966);